# Johann Heinrich von Thünen

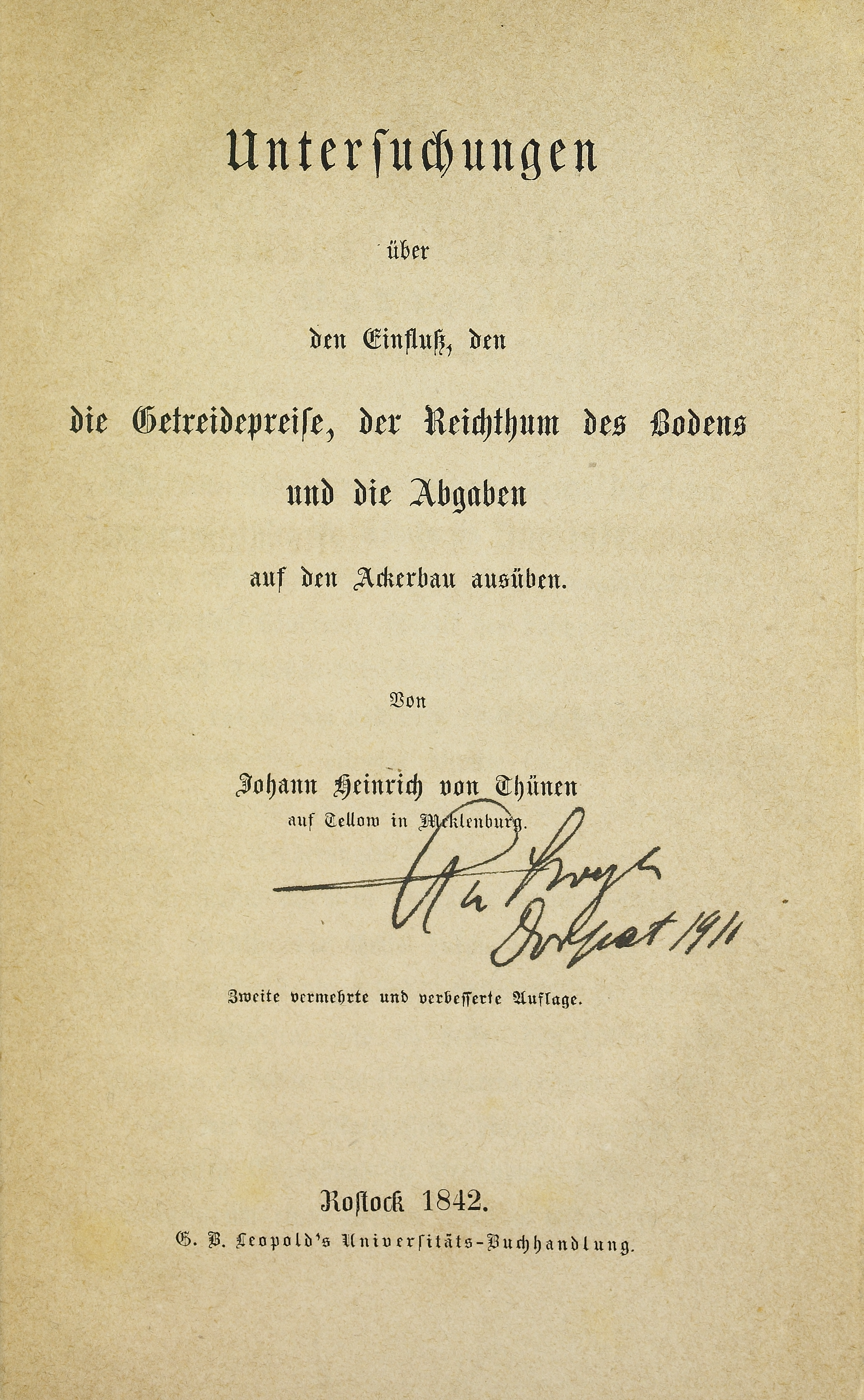
Untersuchungen uber den Einfluss, den die Getrieidepreise, der Reichthum des Zodens und die Abgaben auf den Ackerbau ausuben, 1842

Johann Heinrich von Thünen (Canarienhausen (Wangerland), Baixa Saxònia, 24 de juny de 1783 — Tellow, Mecklenburg-Strelitz, 22 de setembre de 1850) va ser un economista alemany, conegut per la seva teoria de la localització o d'ubicació, sobre la geografia rural-urbana.
Va viure la seva infantesa a Hooksiel i Jever, a la Baixa Saxònia. Entre 1799 i 1803 va rebre ensenyament agrícola per diversos productors a la regió d'Hamburg; després va estudiar dos semestres a la Universitat de Göttingen.
Després de contraure matrimoni el 1806, es va establir a Pomerània. Tres anys més tard, va comprar una propietat de 465 hectàrees a Tellow, Mecklemburg. A banda de la gestió de la seva empresa, von Thünen s'encarregà de la fertilització de les terres amb adobs, estudiant alhora les variacions dels preus dels cereals.
El 1818 es va convertir en membre d'una associació patriòtica local, i després va exercir durant dos anys les funcions de director del districte de Teterow. Va publicar el 1826 (juntament amb Friedrich Perthes d'Hamburg) el resultat de les seves reflexions econòmiques, en una obra titulada Der isolirte Staat in Beziehung auf Landwirthschaft und Nationalökonomie ("L'Estat Aïllat en relació amb l'agricultura i l'economia nacional"). En consideració a la qualitat de les seves investigacions, va ser nomenat el 1830 doctor honoris causa per la Universitat de Rostock.
Entre 1836 i 1838 va ser vicedirector de l'associació patriòtica de Mecklemburg. El 1842 va publicar una edició corregida i augmentada del seu llibre (amb Leopold de Rostock). El 1844 va participar en les feines agronòmiques de la societat agrícola de Mecklemburg.
Després dels esdeveniments revolucionaris de la primavera de 1848, von Thünen va posar en marxa un projecte de participació en beneficis de les empreses per als obrers de Tellow, el qual va anticipar els principis establerts més tard per Bismarck en l'Imperi Alemany. El juny següent, va ser declarat ciutadà d'honor de la ciutat de Teterow. El mateix any va ser elegit com a suplent del diputat Johann Pogge en el marc del futur Parlament de Frankfurt (die Nationalversammlung), ciutat en la qual no va hi tornar mai més.
Va publicar el 1850 la segona part de la seva obra en la qual va presentar la seva teoria del "salari natural", expressada en una equació que es va gravar a la seva làpida a Prebberede-Belitz prop de Teterow.